# Nymburk (huyện)
Huyện Nymburk (Okres Benešov trong tiếng Séc) là một huyện (okres) thuộc Vùng Trung Bohemia (Středočeský kraj) của Cộng hòa Séc. Huyện lỵ là Nymburk.

## Đô thị
(thị xã, phố thị và các xã)
Běrunice -
Bobnice -
Bříství -
Budiměřice -
Černíky -
Čilec -
Činěves -
Dlouhopolsko -
Dobšice -
Dvory -
Dymokury -
Hořany -
Hořátev -
Hradčany -
Hradištko -
Hrubý Jeseník -
Chleby -
Choťánky -
Chotěšice -
Chrást -
Chroustov -
Jíkev -
Jiřice -
Jizbice -
Kamenné Zboží -
Kněžice -
Kněžičky -
Kolaje -
Kostelní Lhota -
Kostomlátky -
Kostomlaty nad Labem -
Košík -
Kounice -
Kouty -
Kovanice -
Krchleby -
Křečkov -
Křinec -
Libice nad Cidlinou -
Loučeň -
Lysá nad Labem -
Mcely -
Městec Králové -
Milčice -
Milovice -
Netřebice -
Nový Dvůr -
Nymburk -
Odřepsy -
Okřínek -
Opočnice -
Opolany -
Oseček -
Oskořínek -
Ostrá -
Pátek -
Písková Lhota -
Písty -
Poděbrady -
Podmoky -
Přerov nad Labem -
Rožďalovice -
Sadská -
Sány -
Seletice -
Semice -
Senice -
Sloveč -
Sokoleč -
Stará Lysá -
Starý Vestec -
Straky -
Stratov -
Třebestovice -
Úmyslovice -
Velenice -
Velenka -
Vestec -
Vlkov pod Oškobrhem -
Vrbice -
Vrbová Lhota -
Všechlapy -
Vykáň -
Záhornice -
Zbožíčko -
Zvěřínek -
Žitovlice